# Place Carnot (Nevers)
Pour les articles homonymes, voir Place Carnot.
La place Carnot est une place de la ville de Nevers.

## Situation et accès
Située au centre-ville, elle est le lieu de convergence de plusieurs voies de la ville  : avenue du Général-de-Gaulle, rue Henri-Barbusse, avenue Pierre-Bérégovoy, rue Saint-Martin, rue des Ouches, rue Sabatier, rue du 14-Juillet, rue Saint-Didier.
Elle est desservie par les lignes 3, 4, 5 et 10 à l’arrêt Carnot.

## Origine du nom

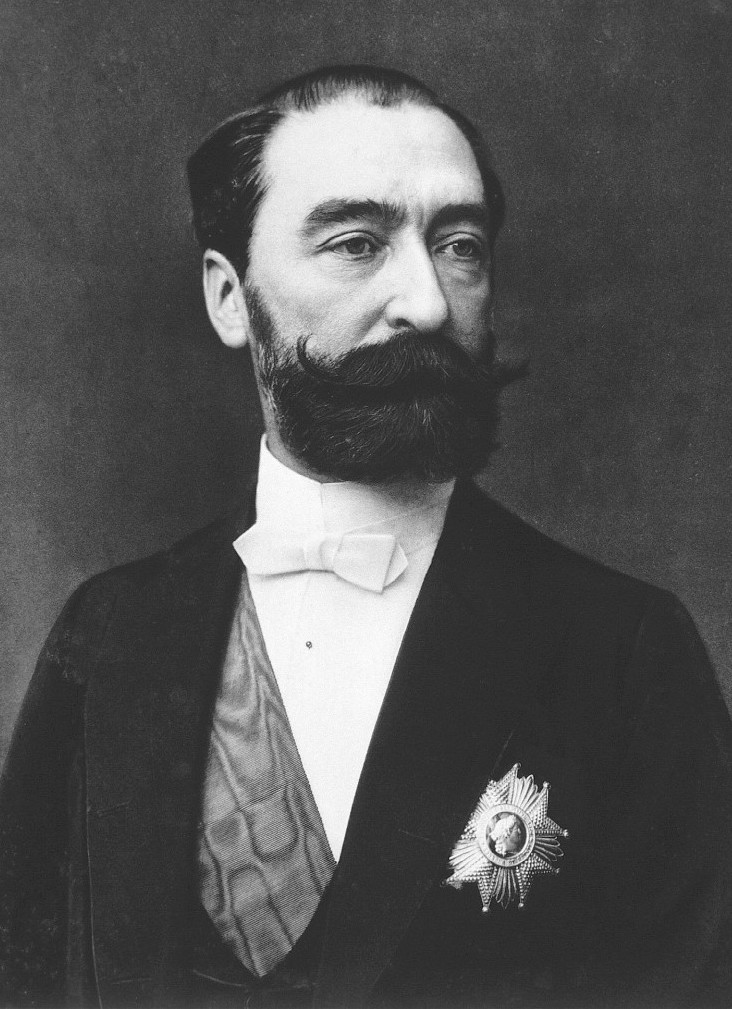
Portrait officiel de Sadi Carnot (1887).

Elle est ainsi nommée en souvenir du voyage effectué à Nevers par Sadi Carnot (1837-1894), homme d’État français, président de la République de 1887 à sa mort.

## Historique
- La partie basse de la place est occupée pendant plusieurs siècles par l’hôtel-Dieu Saint-Didier, son église et son cimetière.

- Vers 1862, les derniers vestiges de l’hôtel-Dieu sont démolis et on construit à sa place une halle aux blés.

- Dans les années 1895, cette halle est transformée en marché couvert.

- Enfin, le marché est démoli pour laisser place à la chambre de Commerce et d’Industrie, inaugurée le 10 mars 1969[3].

## Bâtiments remarquables et lieux de mémoire

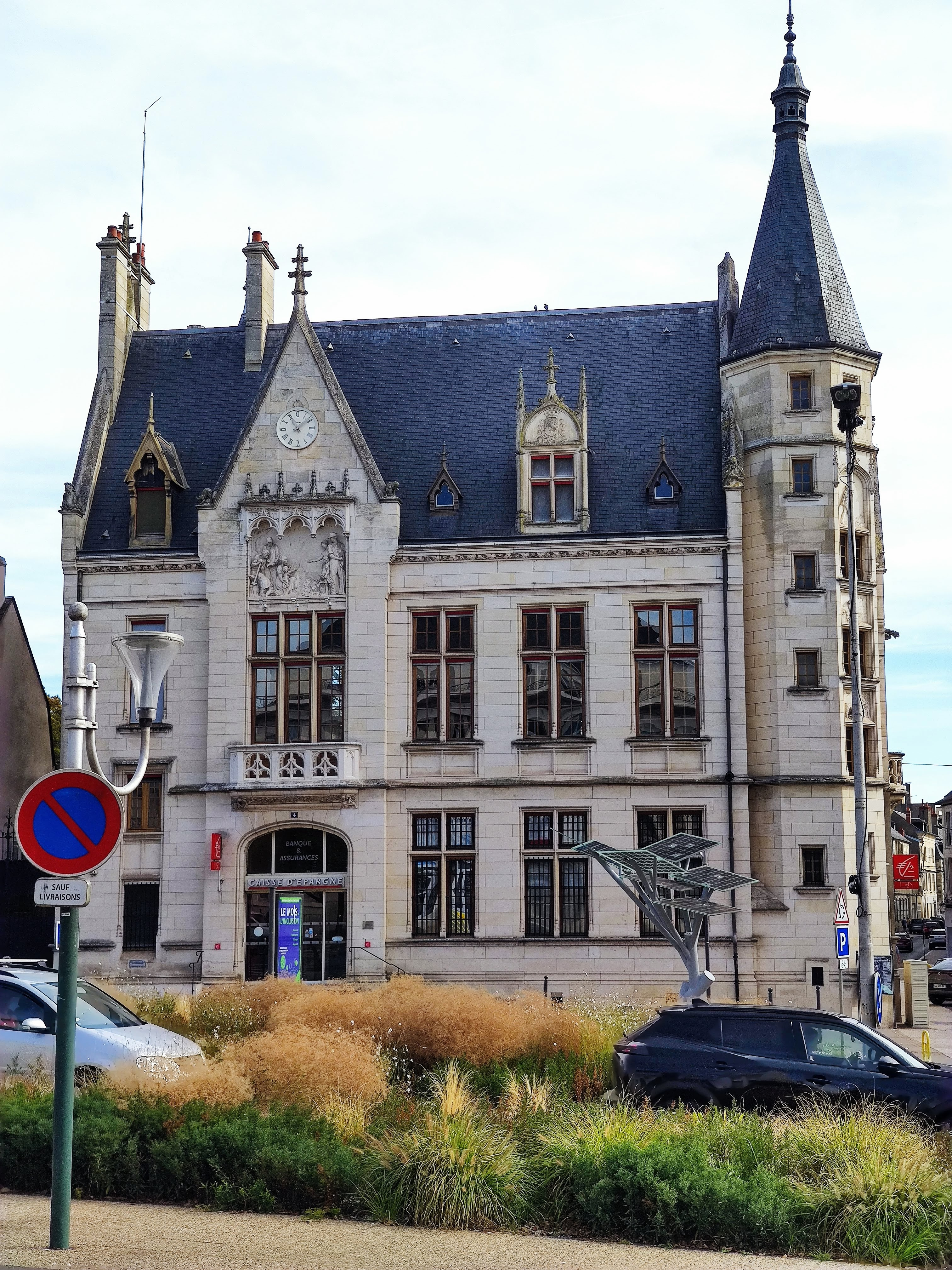
No 4.

- Monument aux morts, œuvre d’Alix Marquet, inauguré en 1923 par Raymond Poincaré, ancien président de la République[4].

- No 4 : Caisse d’Épargne, décorée de statues et de bas-reliefs dus au sculpteur nivernais Alix Marquet[5].

- No 9 : chambre de Commerce et d’Industrie de la Nièvre.

- No 10 : brasserie L’Agricole.

Vues de la place Carnot.
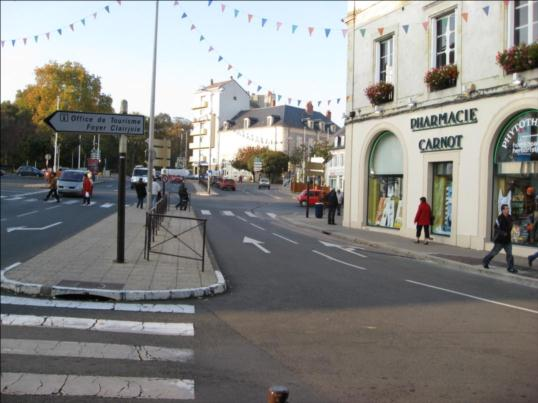
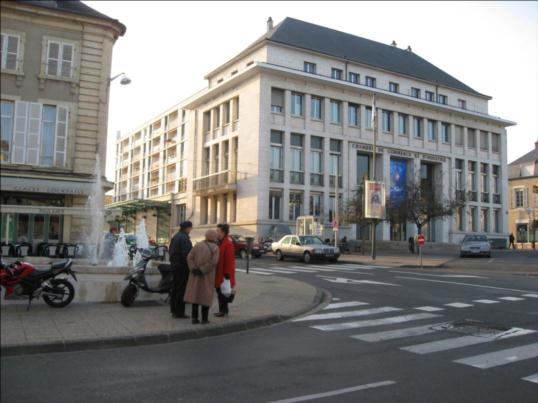
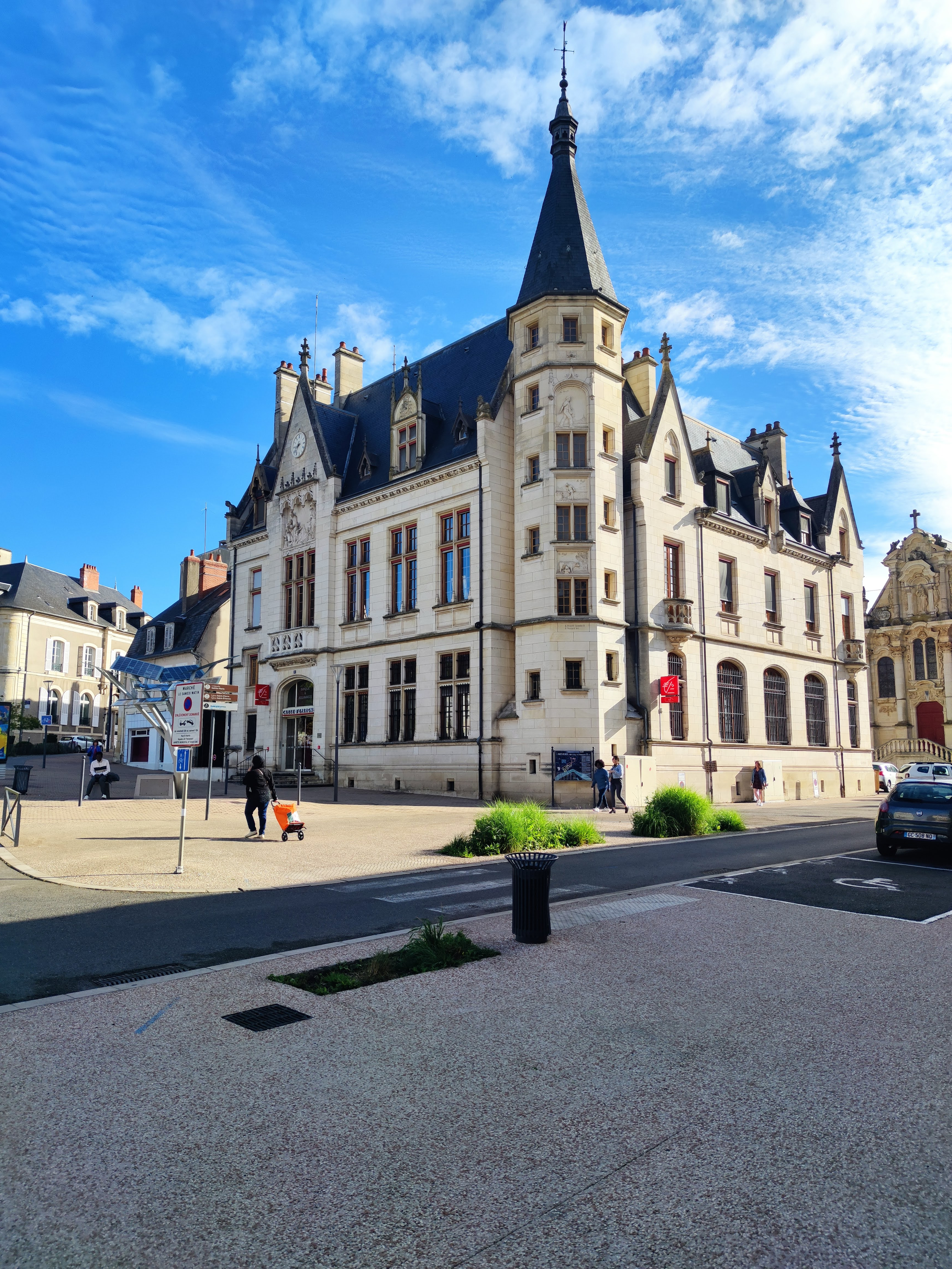
Caisse d'Épargne.
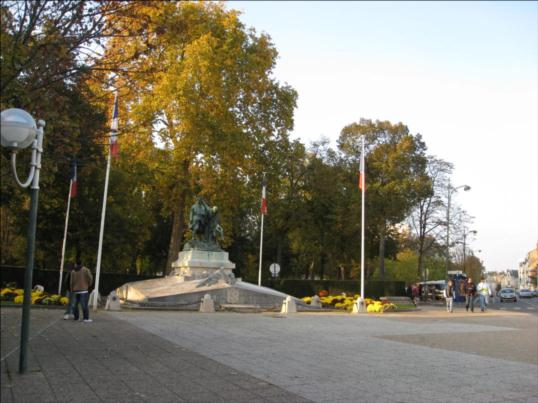
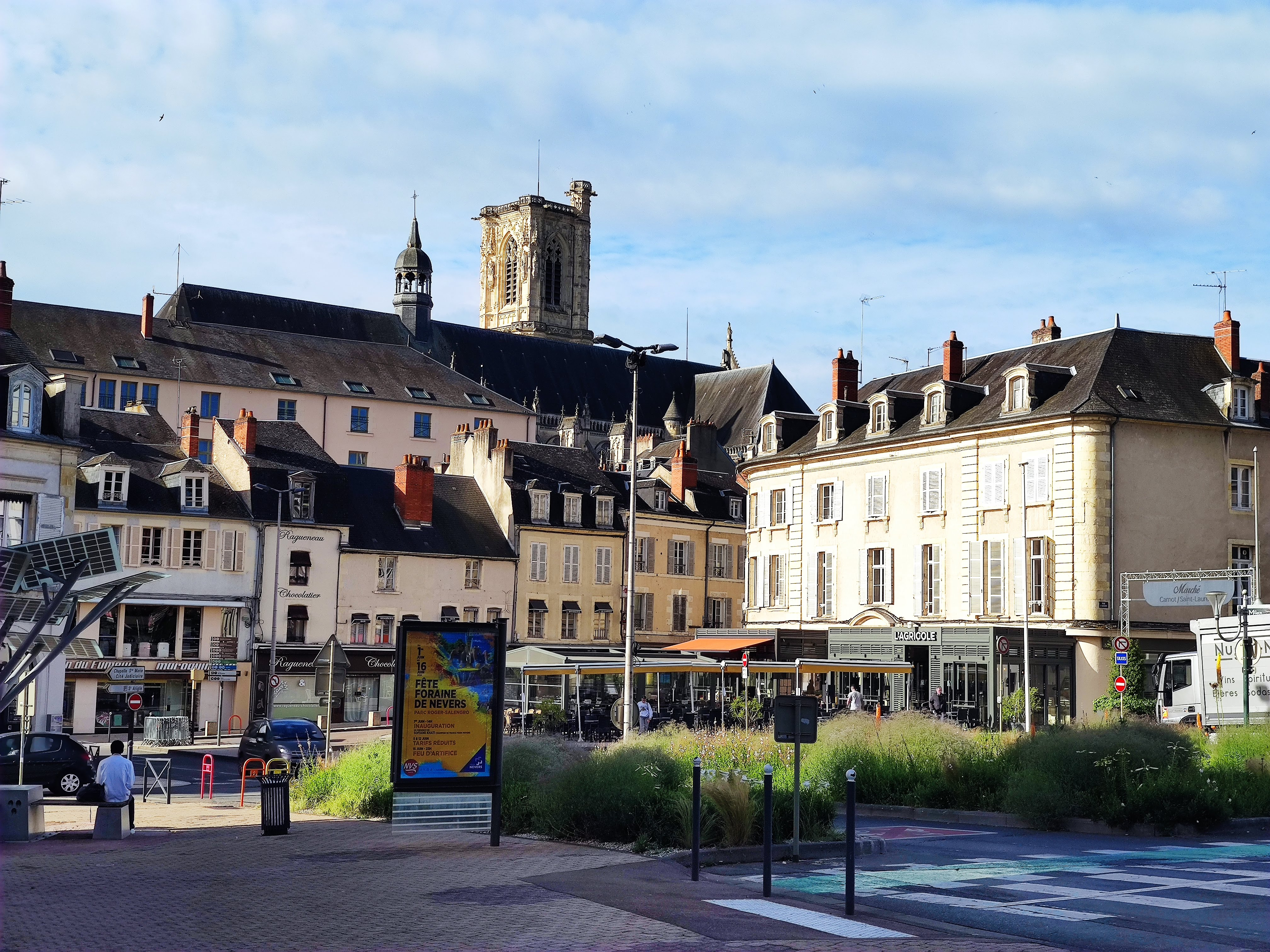
Restaurants.
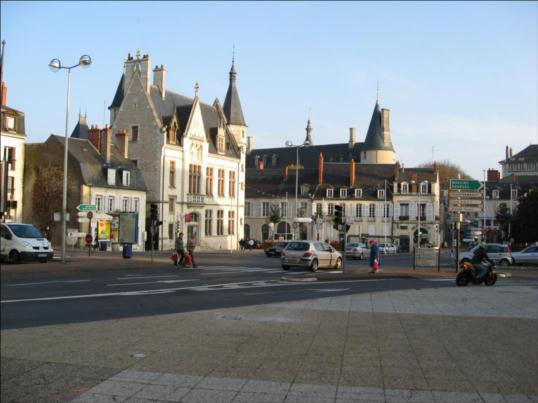
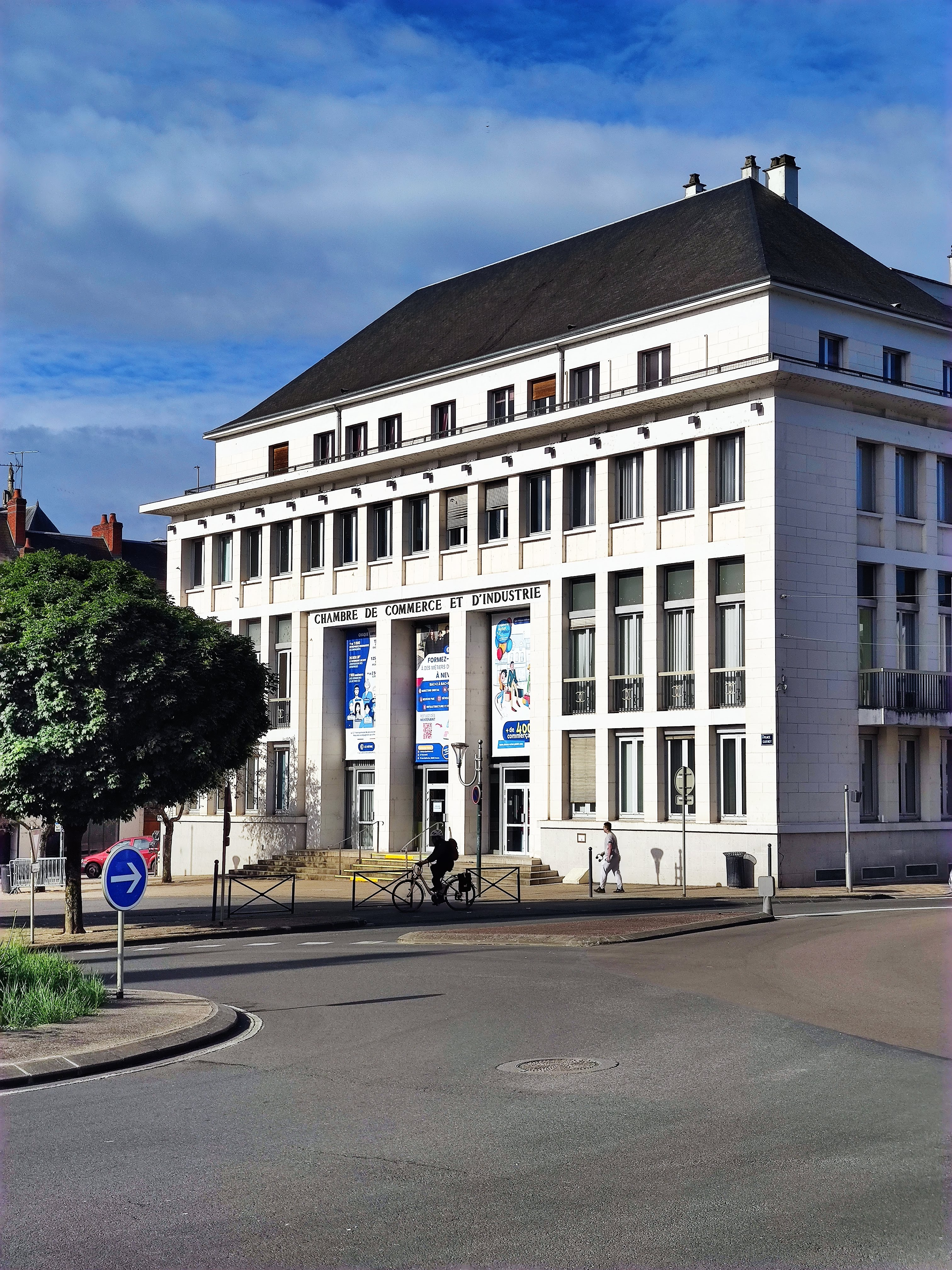
Chambre de Commerce et d'Industrie.
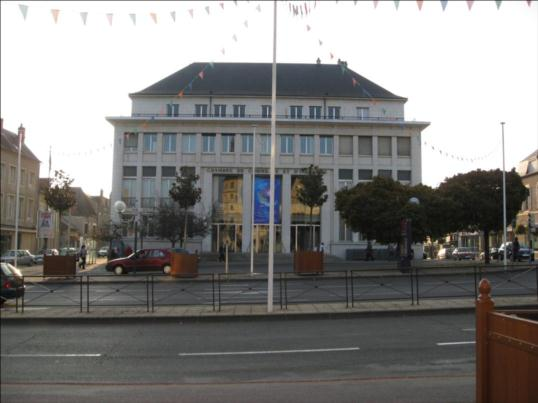